# Винье
Винье (норв. Vinje) — коммуна в губернии Телемарк в Норвегии. Административный центр коммуны — город Омут. Официальный язык коммуны — нюнорск. Население коммуны на 2007 год составляло 3635 чел. Площадь коммуны Винье — 3105,9 км², код-идентификатор — 0834.

## География
Одним из крупнейших водоёмов в пределах территории коммуны является озеро Тутак.

## История населения коммуны
Население коммуны за последние 60 лет.

## Известные уроженцы
- Винье, Осмунн Улафсон (1818—1870)  — норвежский поэт.